# Mesterségek Szótára
A Mesterségek Szótára egy 19. század végi magyar műszaki könyvsorozat volt, amely Frecskay János szerkesztésben és Hornyánszky Viktor kiadásában Budapesten jelent meg 1899 és 1900 között. Ma már ritkasága miatt árverési tételként is előfordul. 

## Részei
A sorozat a következő köteteket tartalmazta:
- 1. füzet. Ácsmesterség. (24 l.) 1899
- 2. füzet. Fametszés, formametszés és rézmetszés. (16 l.) 1899
- 3. füzet. Asztalosmesterség. (20 l.) 1899
- 4. füzet. Fésűsmesterség. (16 l.) 1899
- 5. füzet. Bodnár- vagy kádármesterség. (15 l.) 1899
- 6. füzet. Könyvnyomtatás. (30 l.) 1899
- 7. füzet. Bőrgyártás. (29 l.) 1899
- 8. füzet. Bádogos mesterség. (13 l.) 1899
- 9. füzet. Csizmadia-, cipész és vargamesterség. (19 l.) 1899
- 10. füzet. Aranyozó és aranyverőművesség. (10 l.) 1899
- 11. füzet. Fazekasmesterség. (21 l.) 1899
- 12. füzet. Esztergályosmesterség. (15 l.) 1899
- 13. füzet. Gyertyamártás és szappanosmesterség. (22 l.) 1899
- 14. füzet. Lakatosmesterség. (37 l.) 1899
- 15. füzet. Kovácsmesterség. (37 l.) 1899
- 16. füzet. Kerékgyártómesterség. (23 l.) 1899
- 17. füzet. Kalaposmesterség. (21 l.) 1899
- 18. füzet. Könyvkötőmesterség. (24 l.) 1900
- 19. füzet. Kárpitosmesterség. (15 l.) 1900
- 20. füzet. Kosárkötőmesterség. (12 l.) 1900
- 21. füzet. Kötélgyártómesterség. (19 l.) 1900
- 22. füzet. Mázoló-, lakkozó- és szobafestőmesterség. (17 l.) 1900
- 23. füzet. Kefekötőmesterség. (19 l.) 1900

## Érdekesség
A szerzőnek a tollából megjelent egy lexikon-szerű Mesterségek szótára is a századelőn. Ezt a lexikont mintegy 100 évvel az első megjelenés után ismét kiadták fakszimile kiadásban: 
- Frecskay János: Mesterségek szótára, Nap Kiadó Bt., Budapest, 2001, ISBN 963-9402-03-6